# Michał I Romanow
Michał I Fiodorowicz, ros. Михаи́л Фёдорович Рома́нов (ur. 12 lipca?/22 lipca 1596, zm. 13 lipca?/23 lipca 1645) – car Rosji w latach 1613–1645, ojciec cara Aleksego I Romanowa, dziad Piotra Wielkiego. Wyniósł dynastię Romanowów na tron carski.

## Życiorys
Michał był synem Fiodora Romanowa (po wymuszonym wstąpieniu do monasteru – Filareta) i Kseni Iwanowny Szestowej (po wymuszonym wstąpieniu do klasztoru – Marty). Do roku 1602 był na zesłaniu na Biełozierze według rozkazu cara Borysa Godunowa. Od roku 1602 przebywał u ciotki Marii z domu Romanow księżniczki Czerkaskiej na Jurjewie-Polskim. W 1606/1607 od cara Wasyla Szujskiego otrzymał nominacje na dworski urząd stolnika. Od zimy 1612/13 przebywał we własnych dobrach (w wiosce Domnino w Kostromie). To było inspiracją dla opery z muzyką Michaiła Glinki Życie za cara.
Na cara został wybrany przez sobór ziemski 3 marca 1613 (wg kalendarza juliańskiego 21 lutego), w czasie gdy wraz z matką ukrywał się w Monasterze Ipatiewskim w Kostromie, po ośmioletnim okresie wielkiej smuty. Gdy następnego dnia po soborze przybyło do niego poselstwo bojarów z wiadomością o wyborze na cara, początkowo odmawiał objęcia tronu i dopiero po sześciu godzinach przekonywania przyjął carskie berło. 2 maja 1613 przybył do Moskwy, a 11 lipca został intronizowany. Na początku panowania przede wszystkim musiał rozprawić się z szajkami i bandami, grasującymi po całej Rosji. Należały do nich również oddziały polskich lisowczyków Aleksandra Lisowskiego, służących wpierw drugiemu Dymitrowi Samozwańcowi, a potem trudniących się rozbojem.
Na rozkaz cara Michała Romanowa w 1614 roku w Moskwie powieszono trzyletniego carewicza Iwana Dymitra (1611-1614), syna Maryny Mniszchówny i Samozwańca II. Następnie kozaka atamana Iwana Zaruckiego, trzeciego męża Maryny, wbito na pal. Maryna zginęła w niejasnych okolicznościach, uwięziona na kremlu w Kołomnie.
W 1617 roku Michał Romanow zakończył wojnę ze Szwecją, a następnie, po nieudanej wyprawie wojsk polskich na Moskwę, także wojnę z Rzecząpospolitą, zawierając rozejm w Dywilinie 11 grudnia 1618 na 14 lat, pozostawiający w rękach litewskich Smoleńsk, a polskich ziemię czernihowską oraz siewierską.
Pokój zewnętrzny był Michałowi niezbędny dla odbudowy gospodarczej kraju, spustoszonego w okresie smuty, i dla umocnienia centralnej władzy carskiej. Rozwój gospodarczy Rosji faktycznie powoli następował, zaś szczególnie intensywnie rozwijała się kolonizacja północnej Azji przez Rosjan. Za panowania Michała doszli oni do rzeki Amur i Morza Ochockiego na wschodnim krańcu kontynentu azjatyckiego, zakładając po drodze warowne osady i miasta: Jakuck, Jenisejsk, Irkuck, Krasnojarsk, Ochock, Wierchojańsk i inne.
W latach 1632–1634, przed upływem okresu rozejmu z Polską, wykorzystując okres bezkrólewia po śmierci Zygmunta III Wazy, Rosjanie oblegli Smoleńsk, pragnąc odebrać ziemie smoleńskie, lecz uniemożliwiła im to odsiecz nowego króla polskiego Władysława IV. Ta kolejna wojna polsko-rosyjska zakończona została „pokojem wieczystym” w Polanowie, zgodnie z którym Polska zatrzymała terytoria uzyskane w rozejmie dywilińskim, ale równocześnie król Polski zrzekł się wszelkich roszczeń do tronu moskiewskiego.
Michał wyróżniał się pobożnością, z zaangażowaniem biorąc udział w uroczystościach religijnych i obchodach świąt cerkiewnych obejmujących prawie wszystkie dni w roku. Jednocześnie oddawał się zachodnim rozrywkom, utrzymując na swoim dworze trupę akrobatów, karłów i błaznów, a na jego dworze odbywały się tańce i popisy linoskoczków. Lubił nowinki techniczne i kolekcjonował zegary, poza tym uwielbiał pracę w ogrodzie i polowanie.
Po śmierci Michała Romanowa carem został jego syn Aleksy (1645–1676).

## Rodzina
Pierwszą żoną Michała miała zostać w 1616 roku Maria Chłopowa, która przyjęła imię Anastazja. W wyniku intryg uknutych przez rodzinę Sałtyków została oddalona z dworu. Dopiero 18 września?/28 września 1624 w Moskwie Michał poślubił Marię Dołgoruką, córkę księcia Włodzimierza. Małżeństwo trwało bardzo krótko, gdyż już w czasie uroczystości związanych ze ślubem księżna zasłabła i 6 stycznia?/16 stycznia 1625 zmarła. Drugą żoną Michała została Eudoksja Strieszniewa, którą car poślubił 5 lutego?/15 lutego 1626. Z tego związku narodziło się trzech synów i siedem córek:
- Dzieci cara Michała i Eudoksji[a]:

1. Irena Michajłowna (ur. 22 kwietnia 1627, zm. 8 lutego 1679) – nie wyszła za mąż
2. Pelagia Michajłowna (ur. 17 kwietnia 1628, zm. 25 stycznia 1629)
3. Aleksy Michajłowicz (ur. 19 marca 1629, zm. 29 stycznia 1676) – późniejszy car Aleksy I Romanow
4. Anna Michajłowna (ur. 14 lipca 1626, zm. 27 października 1669) – nie wyszła za mąż, po wstąpieniu do klasztoru przyjęła imię Anfisa
5. Marfa Michajłowna (ur. 19 sierpnia 1631, zm. 21 września 1632)
6. Iwan Michajłowicz (ur. 1 czerwca 1633, zm. 10 stycznia 1639)
7. Zofia Michajłowna (ur. 30 września 1634, zm. 23 czerwca 1636)
8. Tatiana Michajłowna (ur. 5 stycznia 1636, zm. 24 sierpnia 1706) – nie wyszła za mąż
9. Eudoksja Michajłowna (ur. 10 lutego 1637, zm. 10 lutego 1637)
10. Wasyl Michajłowicz (ur. 14 marca 1639, zm. 25 marca 1639).

Car Michał I Romanow został pochowany w Soborze św. Michała Archanioła w Moskwie.

## Genealogia
| Nikita Romanowicz Zacharyn ur. ok. 1552 zm. 23 IV 1586 | Nikita Romanowicz Zacharyn ur. ok. 1552 zm. 23 IV 1586 |                                              |                                              | Barbara Iwanowna Chowrina ur. ? zm. 18 VI 1552 | Barbara Iwanowna Chowrina ur. ? zm. 18 VI 1552 |  |  | Iwan Wasiliewicz Szestow ur. ? zm. ? | Iwan Wasiliewicz Szestow ur. ? zm. ? |                                                     |                                                     | N.N. ur. ? zm. ? | N.N. ur. ? zm. ? |
|                                                        |                                                        |                                              |                                              |                                                |                                                |  |  |                                      |                                      |                                                     |                                                     |                  |                  |
|                                                        |                                                        |                                              |                                              |                                                |                                                |  |  |                                      |                                      |                                                     |                                                     |                  |                  |
|                                                        |                                                        | Fiodor Romanow ur. 1554/1555 zm. 1/11 X 1633 | Fiodor Romanow ur. 1554/1555 zm. 1/11 X 1633 |                                                |                                                |  |  |                                      |                                      | Ksenia Iwanowna Szestowa ur. ? zm. 28 I / 7 II 1631 | Ksenia Iwanowna Szestowa ur. ? zm. 28 I / 7 II 1631 |                  |                  |
|                                                        |                                                        |                                              |                                              |                                                |                                                |  |  |                                      |                                      |                                                     |                                                     |                  |                  |
|                                                        |                                                        |                                              |                                              |                                                |                                                |  |  |                                      |                                      |                                                     |                                                     |                  |                  |
|                                                        |                                                        |                                              |                                              |                                                |                                                |  |  |                                      |                                      |                                                     |                                                     |                  |                  |

|  |  |  |  | Michał I Romanow ur. 12/22 VII 1596 zm. 13/23 VII 1645 |